# Semiangusta rebbeccae
Semiangusta rebbeccae là một loài bọ cánh cứng trong họ Cerambycidae.